# Ehra-Lessien

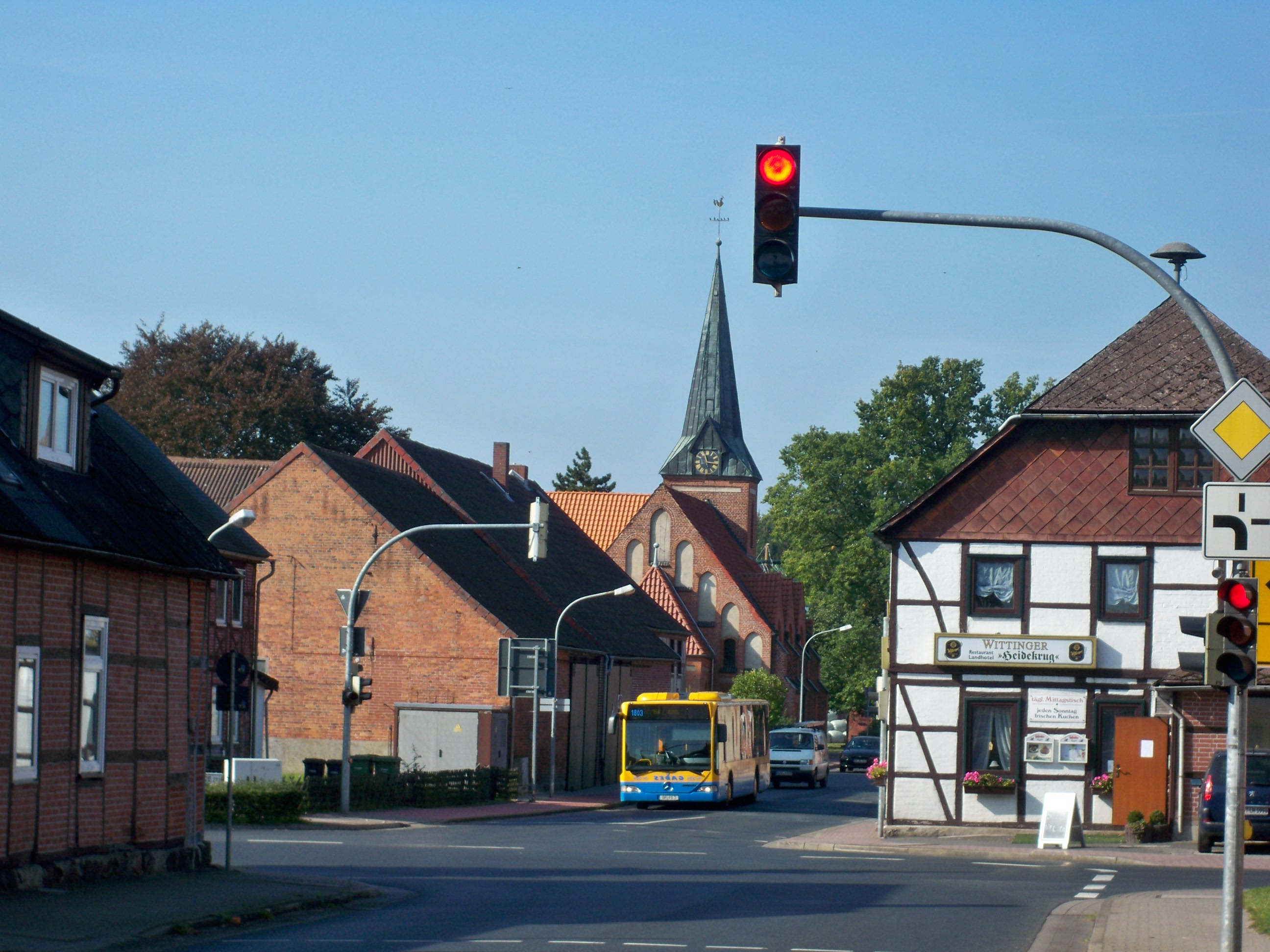
Zentrale Kreuzung, dahinter die Kirche

Ehra-Lessien [ʔeʀa lɛsin] ist eine Gemeinde im Landkreis Gifhorn in Niedersachsen.

## Geographie
Ehra-Lessien ist Mitgliedsgemeinde der Samtgemeinde Brome. Die Samtgemeinde Brome befindet sich am östlichen Rand Niedersachsens und grenzt an Sachsen-Anhalt.
Die Gemeinde Ehra-Lessien besteht aus den Ortsteilen Ehra (1313 Einwohner) und dem zwei Kilometer westlich liegenden Lessien (552 Einwohner).
Im Gemeindegebiet befinden sich mit der Bickelsteiner Heide und Malloh große Waldgebiete, die rund 38 km² des 56 km² großen Gemeindegebiets einnehmen. Ehra-Lessien liegt jeweils rund 20 Kilometer von Wolfsburg und Gifhorn entfernt. Nachbargemeinden sind (von Norden im Uhrzeigersinn gezählt) Wittingen, Brome, Tülau, Barwedel, Sassenburg und Wahrenholz.

## Geschichte
Im Gemeindegebiet gibt es eine geringe Anzahl von Funden aus der Steinzeit. Ehra wurde erstmals urkundlich 1309 als Ere erwähnt. Der Ortsname lässt sich weder als deutsch noch als wendisch nachweisen und könnte aus germanischen Zeiten stammen. Die ursprüngliche Dorfform war die eines wendischen Rundlings. Um Ehra und Lessien liegen die mutmaßlichen Wüstungen Pölitz (Richtung Voitze), Boclo (Richtung Boitzenhagen) und Jaze (1,7 Kilometer südlich von Ehra). 1374 wurde Ehra an die von Bartensleben als Lehen gegeben. Das Gebiet lag lange in einer Exklave der Mark Brandenburg. Ein Zollhaus aus dieser Zeit befand sich nördlich von Lessien. Erst 1692 kam die Exklave durch einen Gebietstausch, der im Vertrag von Wallstawe geregelt wurde, zum Fürstentum Lüneburg. Laut einem Siedlungsverzeichnis um 1850 bestanden zu dieser Zeit 29 Bauernhöfe. 1868 brannte ein großer Teil Ehras ab.
1903 erhielt Ehra eine Kirche im Gründerzeitstil. Im Ersten Weltkrieg starben 25 Ehraer. 1929 wurden Ehra und Lessien gegen den Widerstand der Lessiener zu einer Gemeinde zusammengefasst. Nördlich von Lessien wurde 1938 von der Wehrmacht ein rund 1700 Hektar großer Truppenübungsplatz eingerichtet, der unter anderem zum Üben von Bunkersprengungen und – nach dem Zweiten Weltkrieg – zur Vernichtung von Kampfmitteln wie Giftgas und als Übungsgelände der Bundeswehr genutzt wurde. Am 3. August 1940 war Ehra eines der ersten zivilen Ziele eines Bombenabwurfs der britischen Luftwaffe im Zweiten Weltkrieg. Vier Menschen kamen dabei ums Leben. Insgesamt starben im Zweiten Weltkrieg 41 Menschen aus Ehra.
Nach dem Zweiten Weltkrieg kamen viele
Flüchtlinge nach Ehra-Lessien, die ab 1948 auf dem Gelände des Truppenübungsplatzes lebten. Dort wurde eine Barackensiedlung, „Platz“ genannt, mit einer eigenen Volksschule eingerichtet. Bald nach der Gründung der Bundeswehr 1956 wurde die Siedlung aufgelöst und das Gelände wieder militärisch genutzt. Der Truppenübungsplatz wurde Ende 2013 geschlossen; die dortigen Wohngebäude wurden 2015 als Notaufnahmelager für Flüchtlinge wiederhergerichtet und bis 2016 betrieben. Für ihre Integrationsinitiativen wurde die damalige Bürgermeisterin Jenny Reissig für den Deutschen Engagementpreis nominiert.
1950 lebten 1333 Einwohner in Ehra-Lessien. 1984 lebten in Ehra 841 Menschen. 1982 gab es dort 40 landwirtschaftliche Betriebe.
Die Gemeinde Ehra-Lessien trat am 1. Juli 1970 der Samtgemeinde Brome bei. Seit dem 15. März 1974 ist Ehra-Lessien Teil der neugegründeten Samtgemeinde Brome.

## Religion

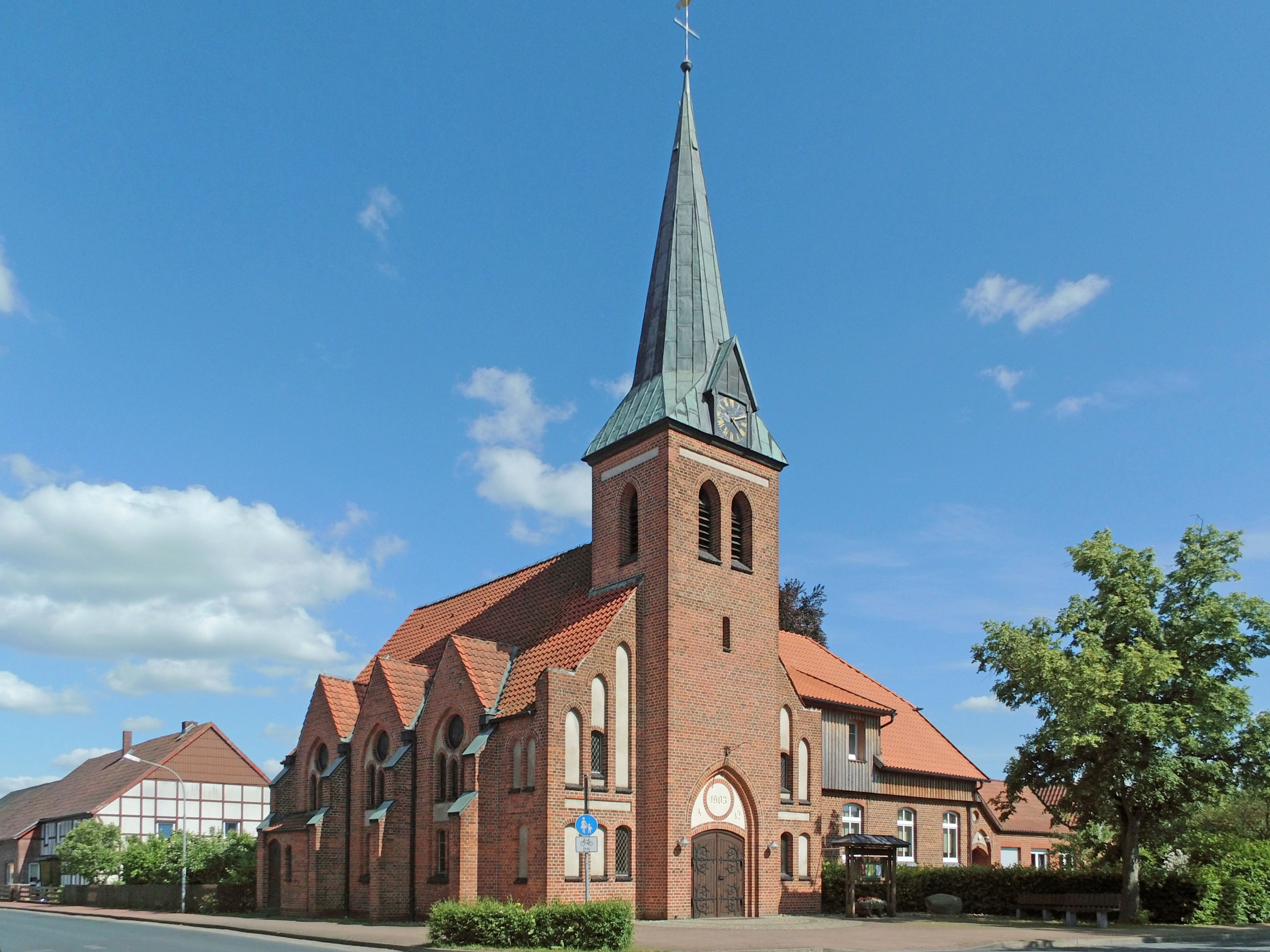
Michaelis-Kirche in Ehra

Ehra-Lessien gehört zum evangelisch-lutherischen Pfarramt Brome II des Pfarrverbundes Brome-Tülau/Ehra im Kirchenkreis Wolfsburg-Wittingen. 1903 wurde die Kirche in Ehra erbaut, zuvor gehörte Ehra zur Kirchengemeinde Brome-Altendorf und Lessien zur Kirchengemeinde Jembke. Erst 1955 bekam die Kirche mit dem Erzengel Michael einen Schutzpatron und damit einen Namen. Neben Ehra-Lessien gehört Boitzenhagen zum Einzugsgebiet der Kirche.
Katholiken in Ehra-Lessien gehören seit 1982 zur St.-Bernward-Kirche in Wolfsburg, zuvor waren sie nach St. Michael (Vorsfelde) eingepfarrt.

## Politik

### Rat
Der Rat der Gemeinde Ehra-Lessien setzt sich aus elf Ratsmitgliedern zusammen, einschließlich des nebenamtlichen Bürgermeisters.
Die letzten Kommunalwahlen ergaben die folgenden Sitzverteilungen:
| Wahljahr | CDU | SPD | Gesamt   |
| 2021     | 6   | 5   | 11 Sitze |
| 2016     | 6   | 5   | 11 Sitze |

### Bürgermeister
Bürgermeister ist Jörg Böse (CDU).

### Wappen
Die Wappenbeschreibung lautet: In grün ein silberner oberhalber Adler über einem silbernen Hufeisen.

## Kultur und Sehenswürdigkeiten

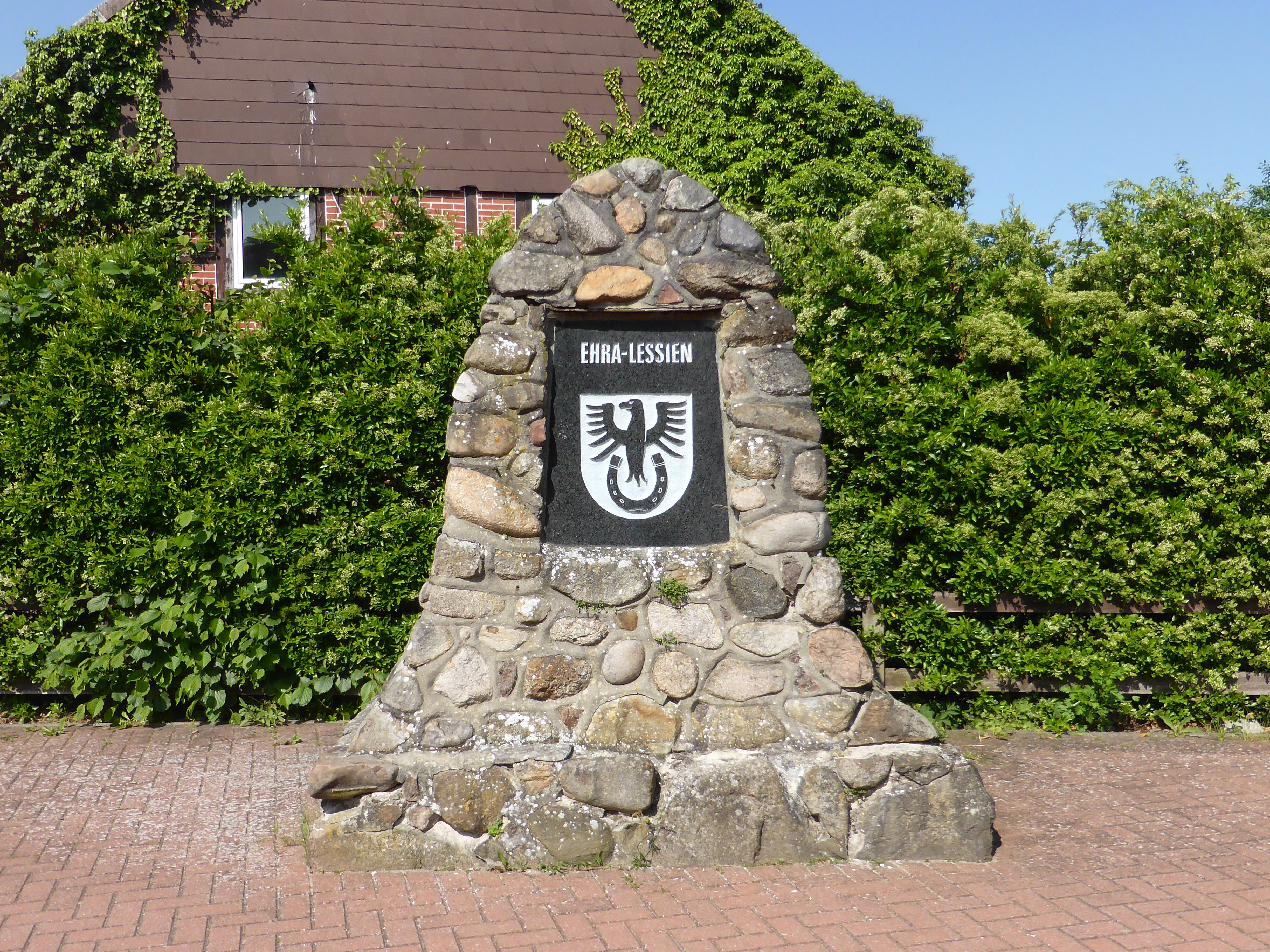
Denkmal in Ehra

Das Wahrzeichen der Gemeinde ist der Bickelstein, ein 2,5 Meter langer eiszeitlicher Findling, der zwischen Ehra und Boitzenhagen im Waldgebiet der Bickelsteiner Heide liegt.

## Wirtschaft und Infrastruktur

### Unternehmen
Nördlich von Ehra befindet sich in einem weitläufigen Waldgebiet das Testgelände Ehra-Lessien der Volkswagen AG. Auf dem Gelände gibt es einen Hochgeschwindigkeitskurs – die sogenannte „Schnellbahn“ mit einer Länge von 21 Kilometern und zwei Steilkurven –, auf dem ein Bugatti Veyron den Rekord als schnellstes Serienfahrzeug aufstellte. Der angrenzende Truppenübungsplatz der Bundeswehr nahe Lessien wurde gemäß dem Stationierungskonzept 2011 Ende 2013 geschlossen. 2015 wurde er im Zuge der Flüchtlingskrise in Europa in ein Notaufnahmelager für rund 800 Flüchtlinge umgewandelt.
Nachdem vor vielen Jahren das Lebensmittelgeschäft in Ehra geschlossen wurde besteht seit 2023 ein my-Enso-Einkaufsmarkt in Ehra, der auf dem Genossenschaftsprinzip basiert, aber jedem Kunden offensteht.

### Öffentliche Einrichtungen
Die Freiwillige Feuerwehr Ehra wurde 1923 gegründet, seit 1972 besteht sie als Freiwillige Feuerwehr Ehra-Lessien.

### Bildung
In Ehra befindet sich eine Grundschule.

### Verkehr
Ehra liegt an der B 248, die Wolfsburg und Salzwedel verbindet. Außerdem ist es durch Landesstraßen mit Wittingen und Gifhorn verbunden. Die geplante A 39 (Wolfsburg–Lüneburg) soll zwischen Ehra und Lessien verlaufen und dort eine Autobahnanschlussstelle haben. Ehra wird von Bussen der VLG (Brome–Gifhorn) angefahren. Außerdem verkehren die VLG-Linien nach Ehra, meist im Schüler- oder Wochenendverkehr.

## Söhne und Töchter der Gemeinde
- Carsten Meyer (* 1961), Politiker (Bündnis 90/Die Grünen)

## Weitere Persönlichkeiten
- Giovanna Scoccimarro (* 1997), deutsche Judoka, lebt in Ehra-Lessien
- Kirsikka Lansmann (* 1986), Politikerin (SPD), Mitglied des Niedersächsischen Landtags, wuchs in Ehra-Lessien auf und lebt dort